# Tipula melampodia
Tipula melampodia är en tvåvingeart som beskrevs av Alexander 1935. Tipula melampodia ingår i släktet Tipula och familjen storharkrankar. Inga underarter finns listade i Catalogue of Life.